# Trypsine
La trypsine (EC 3.4.21.4) est une peptidase du suc pancréatique participant à la digestion des protéines. Il s'agit d'une protéase à sérine qui hydrolyse les liaisons peptidiques situées côté C d'un résidu  de lysine ou d'arginine, qui sont des acides aminés basiques.

## Synthèse
Elle est synthétisée par le pancréas sous forme de trypsinogène (proenzyme inactive), puis stockée dans les vésicules enzymatiques des cellules acineuses d'où elle est excrétée au moment de la digestion. L'activation du trypsinogène en trypsine est le résultat de l'hydrolyse du propeptide sous l'action de l'entérokinase ou par un effet d'autoactivation de la trypsine. La cholecystokinine-pancréozymine active la sécrétion des enzymes (donc de la trypsine) dans le suc pancréatique.

## Activité enzymatique
La trypsine est une endoprotéase qui hydrolyse les liaisons peptidiques dans lesquelles un acide aminé basique (Lys-|-Xaa ou Arg-|-Xaa) engage sa fonction acide (sauf dans le cas où l'acide aminé suivant (schématisé ici par "Xaa") est une Proline). Elle coupe en C-terminal de ces acides aminés. En d'autres termes, elle transforme les chaînes polypeptides en chaînes protéiques plus courtes pour permettre la digestion. Efficace à pH 7,5 - 8,5, elle est inactivée et digérée en quelques heures à pH neutre (=7) dans l'intestin.
La trypsine participe à l'activation d'autres enzymes comme l'alpha-chymotrypsine par coupure hydrolytique de la chaîne polypeptidique du chymotrypsinogène.
Cette enzyme sous sa forme S-trypsine ou trysine-like sert également lors de la 1re semaine du développement  embryonnaire humain, la segmentation. Elle est sécrétée par le trophoblaste afin de digérer la zone pellucide entourant le blastocyste. Ce phénomène s'appelle l'éclosion qui a lieu aux alentours de J6, qui permet l'implantation dans l'endomètre.

## Mécanisme
La trypsine appartient à la famille des protéases à sérine dont elle est l'archétype. Ces enzymes sont caractérisées par la présence d'une triade catalytique composée des chaînes latérales de trois acides aminés :  une sérine (Ser-195), une histidine (His-57) et un aspartate (Asp-102). Ces résidus sont en interaction et forment un relai de charge qui rend nucléophile la serine du site actif et permet l'attaque du groupement carbonyle de la liaison peptidique hydrolysée.

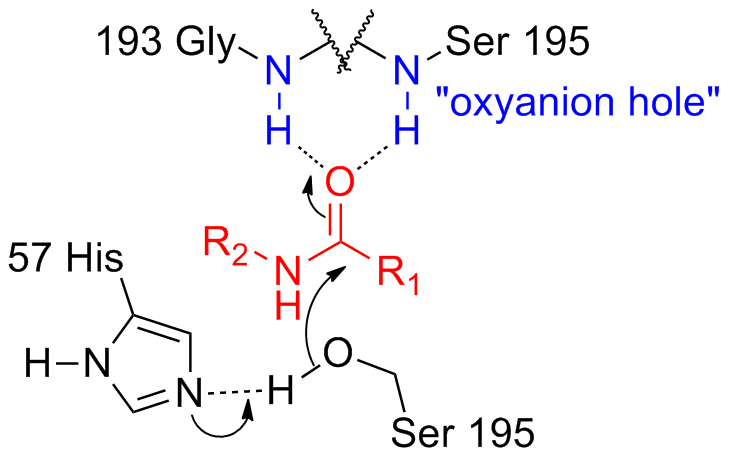
Mécanisme d'action de la trypsine

De plus, la trypsine contient un « trou oxyanion » bordé par les groupements amides du squelette polypeptidique au niveau de la glycine 193 et de la serine 195. Cette cavité accueille l'atome d'oxygène du groupement carbonyle de la liaison peptique clivée et stabilise l'intermédiaire de réaction en favorisant la formation d'une charge négative sur l'oxygène.
La reconnaissance d'un résidu chargé positivement juste en amont du site de coupure est réalisée par le groupement carboxylate (-COO−) de l'aspartate 189 qui est situé au fond de la poche de reconnaissance de la chaîne latérale de l'acide aminé situé juste en amont (côté N-terminal) du site de clivage. L'interaction électrostatique entre la charge positive de l'acide aminé reconnu et la charge négative de l'aspartate est le facteur principal de cette sélectivité.

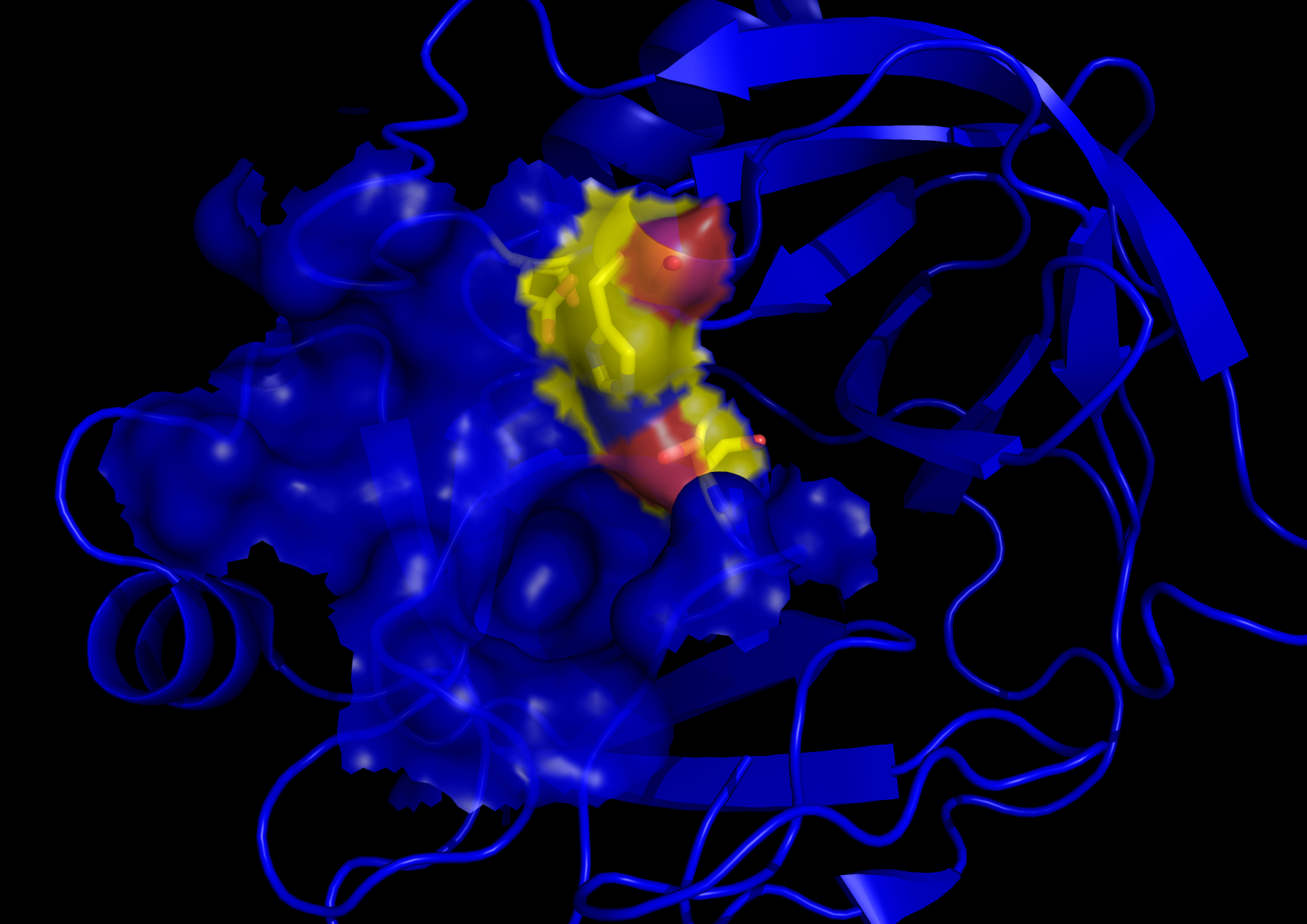
Site actif de la trypsine. La surface de la cavité du site actif est visible, avec en jaune, les résidus de la triade catalytique : Ser-195 en bas à droite, His-57 au centre et Asp-102 en haut à gauche. Une poche profonde est visible au centre, c'est la poche S1 qui permet la reconnaissance de l'acide aminé du substrat portant une charge positive (Lys ou Arg). La reconnaissance se fait par une interaction électrostatique avec la chaîne latérale de l'Asp-189 situé au fond de la poche.

## Pathologies associées
Dans la pancréatite et la mucoviscidose, la trypsine étant mal évacuée, elle est la principale cause de la réaction inflammatoire du pancréas.

## Utilisation
La trypsine se retrouve chez la plupart des animaux. Cette enzyme est très utilisée pour des approches de recherche en protéomique, spécialement pour la caractérisation et séquençage de protéines. Elle est ainsi notamment utilisée en spectrométrie de masse pour digérer les protéines avant analyse.
La trypsine est utilisée en culture cellulaire pour détacher des cellules adhérant sur les flasques de culture ou les boîtes de Petri. En effet, la trypsine clive les protéines membranaires d'adhésion, et les cellules se retrouvent alors en suspension. Cette "trypsinisation" est quotidiennement utilisée pour maintenir les cultures cellulaires (en passant à une flasque de culture plus grande ou en multipliant les flasques), pour compter les cellules par cytométrie en flux, ou pour faire d'autres analyses. Ce traitement affecte cependant un peu les cellules (viabilité, marqueurs membranaires), aussi l'action de la trypsine doit-elle être limitée: éliminée par lavage des cellules, elle est aussi inhibée par un ajout de sérum de veau fœtal (protéines en large excès sur les protéines membranaires), ou d'un inhibiteur spécifique. Alternativement, d'autres enzymes sont utilisées.
La trypsine est également utilisée en immuno-hématologie pour la recherche des anticorps irréguliers ou encore lors de l'établissement d'un caryotype : par exemple, en hydrolysant les histones, et combinée à la coloration par le Giemsa, elle permet l'apparition de bandes G sur l'ADN et donc l'identification précise des chromosomes. Une anomalie chromosomique peut être ainsi détectée.

## Séquence de la trypsine humaine
L'isoforme A contient 304 acides aminés.
```
        10         20         30         40         50         60         70         80         90        100 
MCGPDDRCPA RWPGPGRAVK CGKGLAAARP GRVERGGAQR GGAGLELHPL LGGRTWRAAR DADGCEALGT VAVPFDDDDK IVGGYTCEEN SLPYQVSLNS 

       110        120        130        140        150        160        170        180        190        200 
GSHFCGGSLI SEQWVVSAAH CYKTRIQVRL GEHNIKVLEG NEQFINAAKI IRHPKYNRDT LDNDIMLIKL SSPAVINARV STISLPTTPP AAGTECLISG 

       210        220        230        240        250        260        270        280        290        300 
WGNTLSFGAD YPDELKCLDA PVLTQAECKA SYPGKITNSM FCVGFLEGGK DSCQRDSGGP VVCNGQLQGV VSWGHGCAWK NRPGVYTKVY NYVDWIKDTI AANS

```

L'isoforme B contient 260 acides aminés.
```
        10         20         30         40         50         60         70         80         90        100 
MELHPLLGGR TWRAARDADG CEALGTVAVP FDDDDKIVGG YTCEENSLPY QVSLNSGSHF CGGSLISEQW VVSAAHCYKT RIQVRLGEHN IKVLEGNEQF 

       110        120        130        140        150        160        170        180        190        200 
INAAKIIRHP KYNRDTLDND IMLIKLSSPA VINARVSTIS LPTTPPAAGT ECLISGWGNT LSFGADYPDE LKCLDAPVLT QAECKASYPG KITNSMFCVG 

       210        220        230        240        250        260
FLEGGKDSCQ RDSGGPVVCN GQLQGVVSWG HGCAWKNRPG VYTKVYNYVD WIKDTIAANS

```

L'isoforme C contient 247 acides aminés.
```
        10         20         30         40         50         60         70         80         90        100 
MNPFLILAFV GAAVAVPFDD DDKIVGGYTC EENSLPYQVS LNSGSHFCGG SLISEQWVVS AAHCYKTRIQ VRLGEHNIKV LEGNEQFINA AKIIRHPKYN 

       110        120        130        140        150        160        170        180        190        200 
RDTLDNDIML IKLSSPAVIN ARVSTISLPT TPPAAGTECL ISGWGNTLSF GADYPDELKC LDAPVLTQAE CKASYPGKIT NSMFCVGFLE GGKDSCQRDS 

       210        220        230        240 
GGPVVCNGQL QGVVSWGHGC AWKNRPGVYT KVYNYVDWIK DTIAANS

```